# Néguev

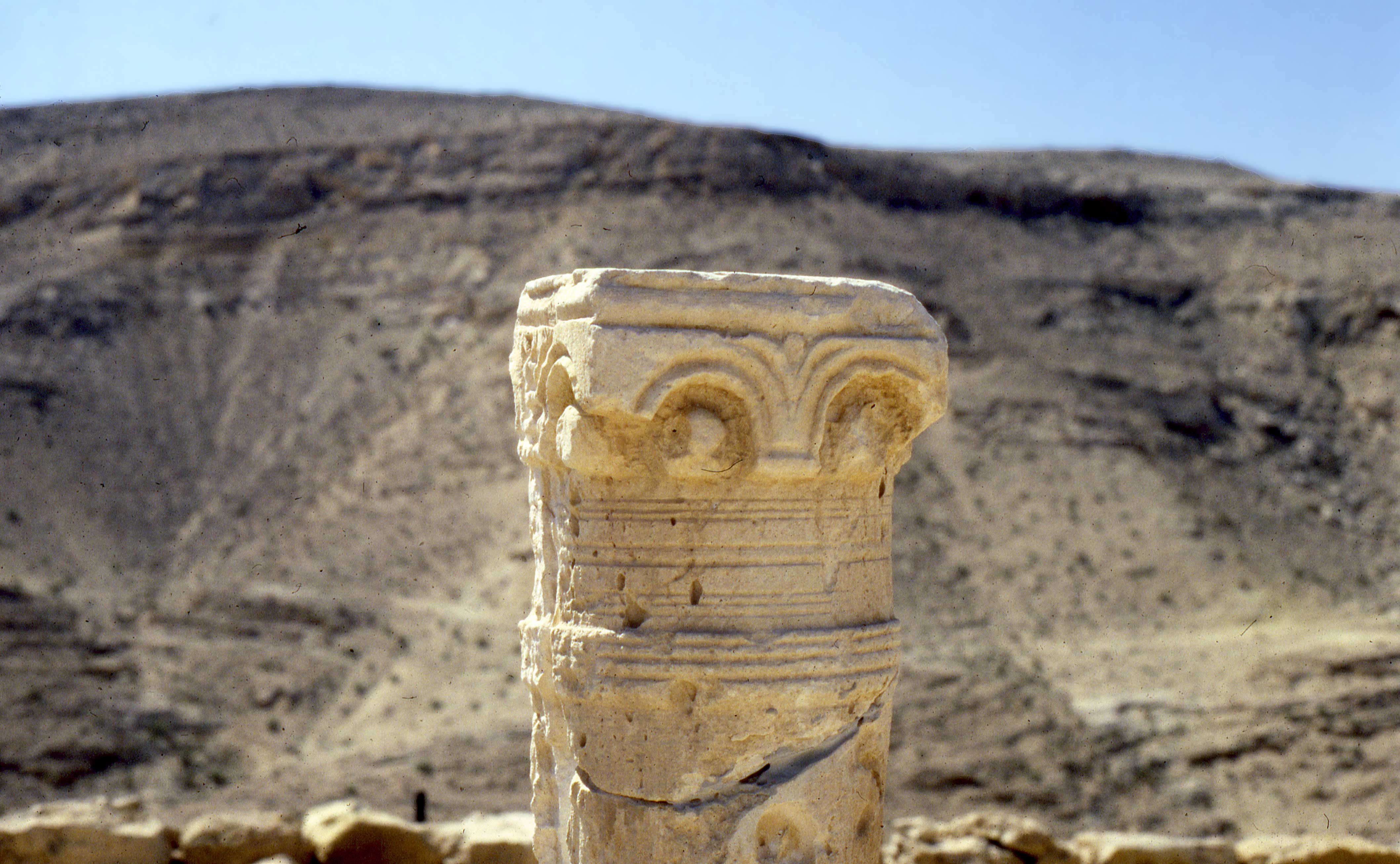
Ruinas de Mamshit en el desierto del Néguev.

El desierto del Néguev (hebreo: נֶגֶב [ɦaˈnegev]; niqqud: han-Néḡeḇ; en árabe: النقب‎, an-Naqab) es un desierto de Asia, situado al sur de Israel, en el distrito Sur. Su nombre proviene de la raíz hebrea "נגב" que significa "seco", al igual que en árabe, aunque en hebreo bíblico Néguev tomó asimismo el significado de "sur", por la ubicación del desierto del Néguev.

## Geografía
El desierto del Néguev ocupa un área de unos 13 000 km², con forma de triángulo cuyo vértice meridional está situado en Eilat, sobre la costa del mar Rojo. Al oeste limita con la península del Sinaí (Egipto), y al este con la zona meridional de Jordania, sirviendo de frontera el valle de Aravá.
La ciudad principal es Beerseba, situada en el borde septentrional del desierto (200.000 habitantes), y otras ciudades importantes son Eilat al sur, en la costa del mar Rojo, Dimona, Mitzpé Ramón y Rahat.
El Néguev posee importantes rasgos de tipo geológico y cultural. Respecto al aspecto geológico, se trata en muchos aspectos de un lugar inhóspito, con temperaturas próximas a los 50 °C, con presencia de páramos pizarrosos, cañadas y cañones arrasados por la erosión. Sus recursos minerales son escasos, si bien se constata la existencia de filones de cobre y muestras de petróleo. Destaca la existencia de tres cráteres o circos erosivos, denominados ha-Majtesh ha-Gadol ("El Gran Cráter"), ha-Majtesh ha-Katán ("El Pequeño Cráter") y el Cráter Ramón, que posiblemente sea la mayor estructura cratérica no meteórica de la Tierra.

## Clima
La región del Negev es árida (p.e.j, Eilat recibe solamente 24 mm de lluvia al año), recibiendo muy poca lluvia debido a su ubicación al este del Sahara, a diferencia del resto de Israel, que tienen el Mediterráneo al oeste, y con temperaturas extremadamente cálidas debido a su ubicación 31 grados norte. Sin embargo, las áreas más al norte del Negev, incluida Beersheba, son semidesérticas. El total de precipitaciones habituales de junio a octubre es cero. La nieve y las heladas son raras en el norte del Negev, y desconocidas en el extremo sur del Negev en Eilat.
| Parámetros climáticos promedio de Beersheba | Parámetros climáticos promedio de Beersheba | Parámetros climáticos promedio de Beersheba | Parámetros climáticos promedio de Beersheba | Parámetros climáticos promedio de Beersheba | Parámetros climáticos promedio de Beersheba | Parámetros climáticos promedio de Beersheba | Parámetros climáticos promedio de Beersheba | Parámetros climáticos promedio de Beersheba | Parámetros climáticos promedio de Beersheba | Parámetros climáticos promedio de Beersheba | Parámetros climáticos promedio de Beersheba | Parámetros climáticos promedio de Beersheba | Parámetros climáticos promedio de Beersheba |
| Mes                                         | Ene.                                        | Feb.                                        | Mar.                                        | Abr.                                        | May.                                        | Jun.                                        | Jul.                                        | Ago.                                        | Sep.                                        | Oct.                                        | Nov.                                        | Dic.                                        | Anual                                       |
| ------------------------------------------- | ------------------------------------------- | ------------------------------------------- | ------------------------------------------- | ------------------------------------------- | ------------------------------------------- | ------------------------------------------- | ------------------------------------------- | ------------------------------------------- | ------------------------------------------- | ------------------------------------------- | ------------------------------------------- | ------------------------------------------- | ------------------------------------------- |
| Temp. máx. media (°C)                       | 16.7                                        | 17.5                                        | 20.1                                        | 25.8                                        | 29                                          | 31.3                                        | 32.7                                        | 32.8                                        | 31.3                                        | 28.5                                        | 23.5                                        | 18.8                                        | 25.7                                        |
| Temp. media (°C)                            | 12.1                                        | 12.5                                        | 14.7                                        | 19.2                                        | 22.2                                        | 24.9                                        | 26.6                                        | 26.8                                        | 25.2                                        | 22.6                                        | 18.1                                        | 13.8                                        | 19.9                                        |
| Temp. mín. media (°C)                       | 7.5                                         | 7.6                                         | 9.3                                         | 12.7                                        | 15.4                                        | 18.5                                        | 20.5                                        | 20.9                                        | 19.5                                        | 16.7                                        | 12.6                                        | 8.9                                         | 14.2                                        |
| Precipitación total (mm)                    | 49.6                                        | 40.4                                        | 30.7                                        | 12.9                                        | 2.7                                         | 0                                           | 0                                           | 0                                           | 0.4                                         | 5.8                                         | 19.7                                        | 41.9                                        | 204.1                                       |
| Fuente: Israel Meteorological Service       |                                             |                                             |                                             |                                             |                                             |                                             |                                             |                                             |                                             |                                             |                                             |                                             |                                             |

| Parámetros climáticos promedio de Eilat | Parámetros climáticos promedio de Eilat | Parámetros climáticos promedio de Eilat | Parámetros climáticos promedio de Eilat | Parámetros climáticos promedio de Eilat | Parámetros climáticos promedio de Eilat | Parámetros climáticos promedio de Eilat | Parámetros climáticos promedio de Eilat | Parámetros climáticos promedio de Eilat | Parámetros climáticos promedio de Eilat | Parámetros climáticos promedio de Eilat | Parámetros climáticos promedio de Eilat | Parámetros climáticos promedio de Eilat | Parámetros climáticos promedio de Eilat |
| Mes                                     | Ene.                                    | Feb.                                    | Mar.                                    | Abr.                                    | May.                                    | Jun.                                    | Jul.                                    | Ago.                                    | Sep.                                    | Oct.                                    | Nov.                                    | Dic.                                    | Anual                                   |
| --------------------------------------- | --------------------------------------- | --------------------------------------- | --------------------------------------- | --------------------------------------- | --------------------------------------- | --------------------------------------- | --------------------------------------- | --------------------------------------- | --------------------------------------- | --------------------------------------- | --------------------------------------- | --------------------------------------- | --------------------------------------- |
| Temp. máx. media (°C)                   | 21.3                                    | 23                                      | 26.1                                    | 31                                      | 35.7                                    | 38.9                                    | 40.4                                    | 40                                      | 37.3                                    | 33.1                                    | 27.7                                    | 23                                      | 31.5                                    |
| Temp. media (°C)                        | 15.9                                    | 22.4                                    | 20.4                                    | 29.7                                    | 39.1                                    | 32.1                                    | 33.9                                    | 33.7                                    | 31.3                                    | 27.5                                    | 22                                      | 17.5                                    | 25.5                                    |
| Temp. mín. media (°C)                   | 10.4                                    | 11.8                                    | 14.6                                    | 18.4                                    | 22.5                                    | 25.2                                    | 27.3                                    | 27.4                                    | 25.2                                    | 21.8                                    | 16.3                                    | 11.9                                    | 19.4                                    |
| Precipitación total (mm)                | 4                                       | 3                                       | 3                                       | 2                                       | 1                                       | 0                                       | 0                                       | 0                                       | 0                                       | 4                                       | 2                                       | 5                                       | 24                                      |
| Fuente: Israel Meteorological Service   |                                         |                                         |                                         |                                         |                                         |                                         |                                         |                                         |                                         |                                         |                                         |                                         |                                         |

## Flora y fauna

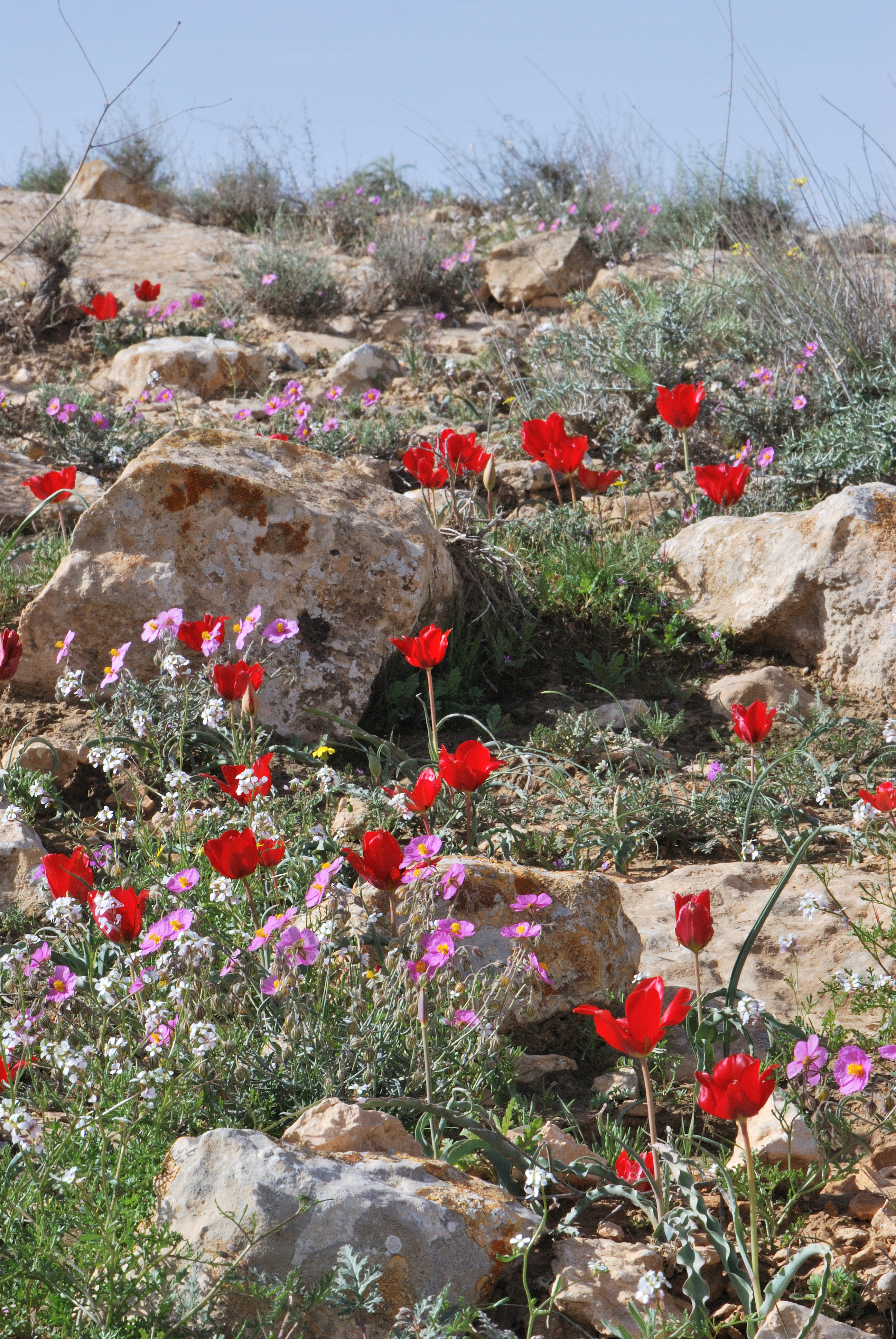
Flores primaverales en el Néguev

La vegetación en el Néguev es escasa, pero algunos árboles y plantas prosperan allí, entre ellos Acacia, Pistacia, Retama, Urginea maritima y Thymelaea. La palmera de la Tebaida o palmera dum  (Hyphaene thebaica) se puede encontrar en el sur del Negev. La Reserva Natural de Evrona es el punto más septentrional del mundo donde se puede encontrar esta palmera.
En el sur del Néguev sobrevive una pequeña población de leopardo de Arabia (Panthera pardus nimr), un animal en peligro de extinción en la península arábiga. Otros carnívoros que se encuentran en el Néguev son el caracal, la hiena rayada, el lobo árabe (Canis lupus arabs), el chacal dorado y el turón jaspeado.
La  gacela arábiga o índica (Gazella gazella) de Aravá sobrevive con unos pocos individuos en el Néguev. La gacela dorcas (Gazella dorcas) es más numerosa con unos 1000-1500 individuos en el Néguev. Unos 350 a 500 íbices de Nubía (Capra ibex nubiana) viven en las tierras altas del Néguev y en las montañas de Eilat.
La musaraña del Néguev Crocidura ramona es una especie de mamífero de la familia Soricidae que solo se encuentra en Israel. Una población de la tortuga egipcia (Testudo kleinmanni), antes conocida como tortuga del Néguev, en peligro crítico de extinción, sobrevive en las arenas del desierto occidental y central del Néguev.
Los animales que fueron reintroducidos tras su extinción en la naturaleza o extinción local respectivamente son el  órix de Arabia (Oryx leucoryx) y el gamo persa. El Néguev es el único lugar en el que  prosperan los órix árabes reintroducidos, ya que en ningún otro lugar de Oriente Medio está controlada la caza furtiva. También se introdujo el asno salvaje asiático, que en el Néguev cuenta con unos 250 animales.
Al igual que muchas zonas de Israel y del resto de Oriente Medio, el Néguev solía albergar en un pasado lejano al león asiático y al guepardo asiático, justo hasta su completa extinción a manos de los humanos en siglos posteriores.

## Historia
Desde el punto de vista histórico, la inhospitalidad de la zona ha disuadido a la mayor parte de las culturas de explotar este territorio. Sin embargo, existen evidencias de ocupación durante el periodo nabateo (siglo III a. C.-siglo I), como son los restos de las ciudades nabateas de Avdat, Shivta, Mamshit, Haluza, Nitzana y la capital nabatea, Petra (Jordania). También destaca la posterior influencia romana y luego bizantina en esta región. David Ben-Gurión vio en el desarrollo del Néguev una de las claves del futuro económico y demográfico de Israel, y pasó sus últimos años en Sde Boker, en el Néguev septentrional, en donde murió y está sepultado.
Según la Biblia, en el Néguev se encontraban los yermos de Zin, mientras que en el Sinaí se localizaban los yermos de Parán.

## Economía y vivienda

### Planes de desarrollo

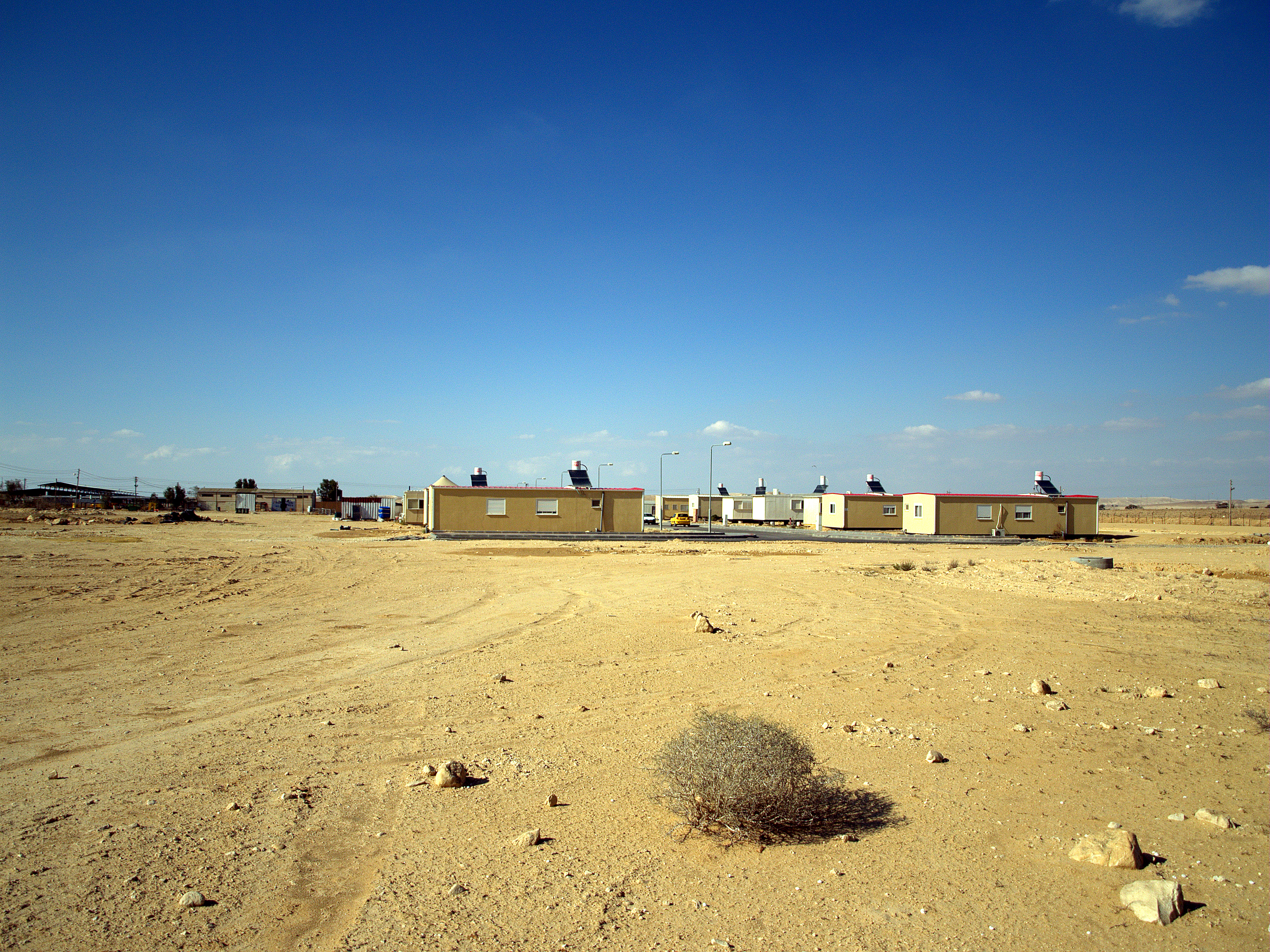
Blueprint Negev casas móviles, 2009.

Blueprint Negev es un proyecto del Fondo Nacional Judío presentado en 2005. El proyecto, de 600 millones de dólares, espera atraer a 500 000 nuevos residentes judíos al Néguev mediante la mejora de las infraestructuras de transporte, el establecimiento de empresas, el desarrollo de los recursos hídricos y la introducción de programas para proteger el medio ambiente. Un proyecto de río artificial en el desierto, piscinas y campos de golf suscitó la preocupación de los ecologistas. Los críticos se oponen a esos planes y piden, en cambio, un plan inclusivo para la vitalización ecológica de los núcleos de población existentes, la inversión en los pueblos beduinos, la limpieza de las industrias tóxicas y el desarrollo de opciones laborales para los desempleados. 

En el Néguev se está construyendo una importante base de entrenamiento de las Fuerzas de Defensa de Israel para albergar a 10 000 efectivos del ejército y 2500 civiles. Se construirán tres bases más antes de 2020 como parte de un plan para desalojar terrenos y edificios en Tel Aviv y el centro de Israel, y llevar empleos e inversiones al sur.